# Partido Liberal Nacionalista

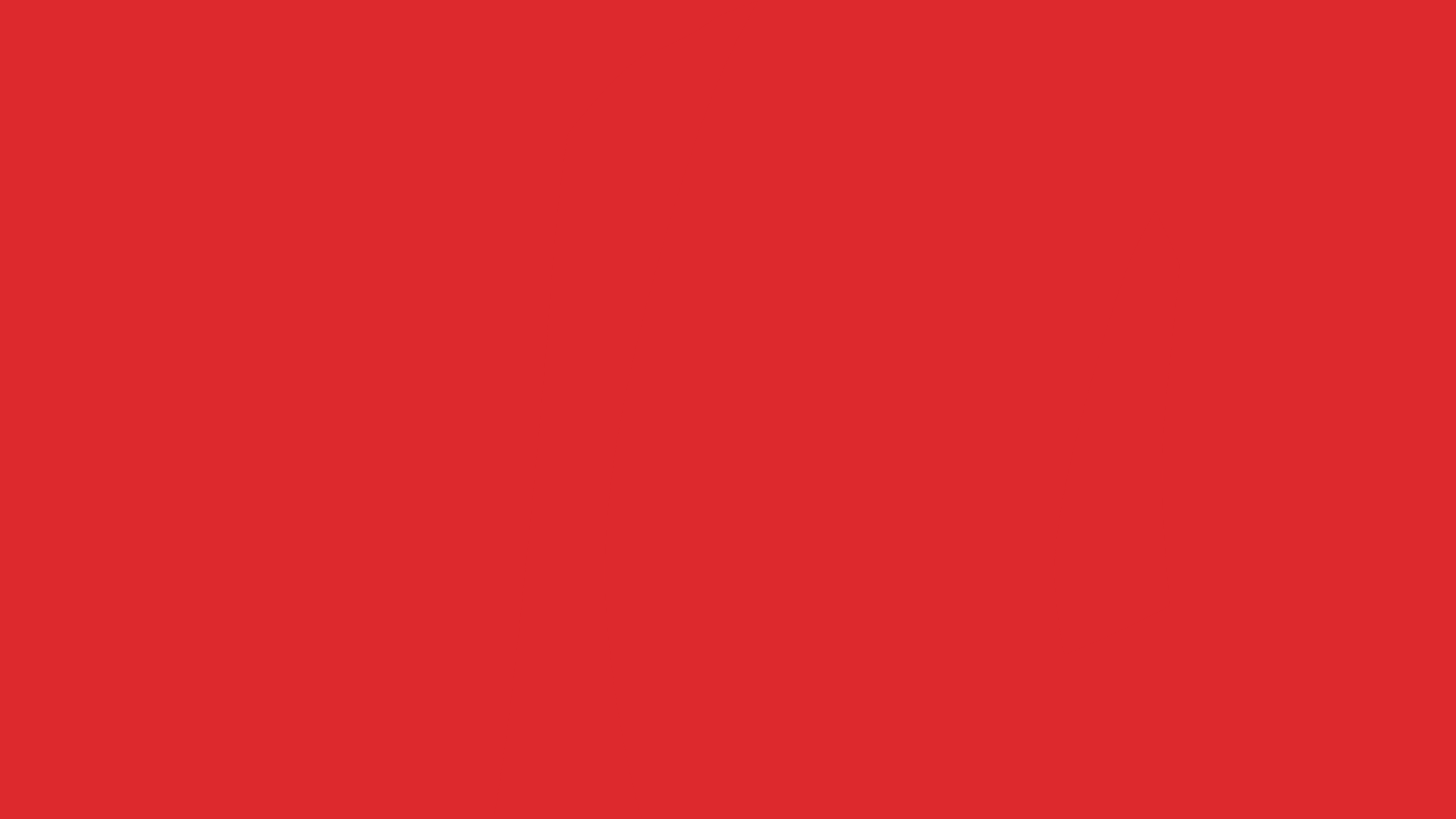
Bandera del Partido Liberal Nacionalista de Nicaragua (1912-1979)

Partido Liberal Nacionalista (PLN) var ett politiskt parti i Nicaragua, bildat 1912 och upplöst 1979. Det var ett nationalistiskt och liberalt parti. PLN innehade regeringsmakten i Nicaragua under familjen Somozas diktatur mellan 1937 och 1979. PLN upplöstes efter diktaturens fall.